# دانکزول
دانکزول (به انگلیسی: Dunkeswell) یک روستا و محله مدنی در بریتانیا است که در East Devon واقع شده‌است. دانکزول ۱٬۳۶۱ نفر جمعیت دارد.